# Långtjärnet (Gräsmarks socken, Värmland, 664430-133587)
Långtjärnet är en sjö i Sunne kommun i Värmland och ingår i Göta älvs huvudavrinningsområde. Sjöns area är 0,02 kvadratkilometer och den befinner sig 301 meter över havet.